# 河戀姝
河戀姝（1987年8月6日—），韓國女演員。她是門薩國際的會員。

## 演出作品

### 電視劇
- 2008年：MBC《那位要來了》飾演 李在淑
- 2010年：MBC《Gloria》飾演 劉美娜
- 2011年：MBC《Royal Family》飾演 趙智恩
- 2011年：tvN《需要浪漫》飾演 尹江熙
- 2012年：tvN《沒禮貌的英愛小姐10》飾演 河戀姝
- 2013年：KBS《至誠感天》飾演 韓琪恩
- 2013年：tvN《戀愛操作團：大鼻子情聖》飾演 惠理
- 2013年：MBC《韓國小姐》飾演 申善英
- 2014年：SBS《沒關係，是愛情啊》飾演 尚淑
- 2014年：tvN《我的秘密飯店》飾演 鄭秀雅
- 2015年：MBC《不屈的車女士》飾演 李允熙
- 2015年：OCN《能看見鬼的警察處容2》飾演 鄭河允
- 2016年：MBC《Goodbye Mr. Black》飾演 高敏荷(May)
- 2016年：MBC《給予幸福的人》飾演 金子靜
- 2019年：KBS《左撇子妻子》飾演 Esther Jang /張藝娜
- 2024年：KBS2《無血無淚》飾演 李惠智／裴道恩

### 電影
- 2010年：《連環夫人》
- 2010年：《筷子的節奏》
- 2014年：《回到20歲》
- 2015年：《檔案：4022天的繁殖》

## 綜藝節目
- 2008年：SBS《韓國人氣歌謠》（與2PM、澤演、祐榮）
- 2014年：tvN《The Genius 黑色石榴石》

## 外部連結
- 河戀姝的Instagram帳戶
- 河戀姝在NAVER上的资料
- 河戀姝在Daum上的资料